# Људмила
Људмила је старо словенско женско име.

## Значење
Значење имена долази од корена људ и придева мила и значи људима мила.

## Историјат
Света Људмила је била кнегиња Бохемије из 10. века. 

## Облици имена
- Людмила (бугарски, руски, украјински)
- Људмила (македонски, српски)
- Ludomiła, Ludmiła, Ludzimiła, Ludźmiła (пољски)
- Ľudmila (словачки)
- Ludmilla (мађарски)
- Ludmila (енглески)

## Hадимци
Люда (Luda), Люся (Lusya), Мила (Mila), Љума (Ljuma)

## Распрострањеност
Људмила се налази међу првих хиљаду женских имена у Хрватској, где данас живи преко двеста особа које носе ово име. У Словенији је 2007. године било 120 жеснких особа које носе ово име.